# Liščí hora (Krkonoše)
Liščí hora (německy Fuchsberg) je vrchol v České republice ležící v Krkonoších.

## Poloha

Němá značka

Liščí hora se nachází v centrálních Krkonoších asi 3,5 km západně od Pece pod Sněžkou a asi 6 km jihozápadně od nejvyššího vrcholu hor Sněžky. Na severozápadě na ni navazuje asi 1320 metrů vysoký Liščí hřeben, který ji spojuje se sousední asi 2,5 km vzdálenou Zadní Planinou. Na jihovýchodní straně odděluje Liščí horu od masívu Černé hory a k ní přilehlých vrcholů sedlo Sokol v nadmořské výšce 1084 metrů. Severovýchodní a jihozápadní svahy jsou prudké se značným převýšením, na severovýchodním se nachází lavinový svah. Liščí hora se nachází na území Krkonošského národního parku.

## Vodstvo
Na jihovýchodním svahu v prostoru Liščí louky pramení říčka Čistá, která je levým přítokem Labe. V Labi postupně končí i vody potoků pramenících na jihozápadní straně hory, které odvádí Kotelský potok. Potoky ze severovýchodního a severního svahu sbírá Zelený potok protékající pod horou.

## Vegetace
Vrcholová partie je porostlá klečí, v nižších polohách rostou smrčiny. Zejména na jihozápadním svahu a v menší míře i na východním svahu se nacházejí rozsáhlé paseky. Nedaleko od vrcholu na jihovýchodním svahu se nachází luční enkláva Liščí louka.

## Komunikace
Kolem vrcholu, nikoliv však přímo přes něj, vede červeně značená hřebenová cesta 0407 spojující Černou horu s Luční boudou. Cesta je určená pouze pěším, zásobovací vozidla a cyklisté mají povolený vjezd pouze k horským boudám na Liščí louce. Na ní začíná i žlutě značená trasa 7210 vedoucí pěšinou k jihu do Černého Dolu. Jihozápadním úbočím přibližně v nadmořské výšce 1150 metrů prochází zpevněná lesní cesta kopírovaná zeleně značenou turistickou trasou 4208 z Lučin na Dvorskou boudu, severovýchodním svahem nejprve po lesních cestách a výše po pěšinách stoupá rovněž zelená značka z Pece pod Sněžkou do Špindlerova Mlýna.

## Stavby
Východně nedaleko od vrcholu Liščí hory se nachází turistické odpočívadlo s vyhlídkou, které je přístupné z červené turistické značky. Je odsud jeden z nejkrásnějších výhledů na panorama Sněžky a Studniční hory. Na Liščí louce jihovýchodně od vrcholu se nachází dvojice velkých turistických chat - Lyžařská bouda a Prvosenka. Asi 700 metrů severovýchodně od nich se na lokalitě Hnědý vrch nachází horní stanice lanovky z Pece, rozhledna a horní konec sjezdovky.